# Köpenhamns södra storkrets
Köpenhamns södra storkrets (danska: Søndre Storkreds) var en valkrets i val till Folketinget 1920–2007. Den var uppdelad i fyra-fem uppställningskretsar.
Valkretsen var en av tre valkretsar i Köpenhamns kommun, jämte västra och östra valkretsarna. I samband med kommunreformen i Danmark 2007 slogs dessa samman för att bilda Köpenhamns storkrets.

## Valda ledamöter
Folketingsvalet 1971, 21 september 1971.Redigera Wikidata
- Lene Møller, Socialdemokratiet
- Sigurd Ømann, Socialistisk Folkeparti
- Lis Møller, Konservative Folkeparti
- Preben Steen Bøgebjerg, Socialdemokratiet
- Knud Heinesen, Socialdemokratiet
- Åge Valbak, Radikale Venstre

Folketingsvalet 1973, 4 december 1973.Redigera Wikidata
- Knud Heinesen, Socialdemokratiet
- Ib Nørlund, Danmarks Kommunistiske Parti
- Jason Träff, Fremskridtspartiet
- Sigurd Ømann, Socialistisk Folkeparti
- Winnie Møller, Socialdemokratiet

Folketingsvalet 1975, 9 januari 1975.Redigera Wikidata
- Knud Heinesen, Socialdemokratiet
- Ib Nørlund, Danmarks Kommunistiske Parti
- Hans Biltzing, Venstre
- Winnie Møller, Socialdemokratiet
- Sigurd Ømann, Socialistisk Folkeparti

Folketingsvalet 1977, 15 februari 1977.Redigera Wikidata
- Knud Heinesen, Socialdemokratiet
- H.C. Hansen, Fremskridtspartiet
- Winnie Møller, Socialdemokratiet
- Tove Lindbo Larsen, Socialdemokratiet
- Ib Nørlund, Danmarks Kommunistiske Parti

Folketingsvalet 1979, 23 oktober 1979.Redigera Wikidata
- Knud Heinesen, Socialdemokratiet
- Carl Thio Tyroll, Venstresocialisterne
- Kjeld Rahbæk Møller, Socialistisk Folkeparti
- Preben Steen Bøgebjerg, Socialdemokratiet
- Tove Lindbo Larsen, Socialdemokratiet
- Agnete Laustsen, Konservative Folkeparti

Folketingsvalet 1981, 8 december 1981.Redigera Wikidata
- Knud Heinesen, Socialdemokratiet
- Kjeld Rahbæk Møller, Socialistisk Folkeparti
- Tove Lindbo Larsen, Socialdemokratiet
- Agnete Laustsen, Konservative Folkeparti

Folketingsvalet 1984, 10 januari 1984.Redigera Wikidata
- Knud Heinesen, Socialdemokratiet
- Kjeld Rahbæk Møller, Socialistisk Folkeparti
- Tove Lindbo Larsen, Socialdemokratiet
- Agnete Laustsen, Konservative Folkeparti

Folketingsvalet 1987, 8 september 1987.Redigera Wikidata
- Kjeld Rahbæk Møller, Socialistisk Folkeparti
- Birte Weiss, Socialdemokratiet
- Bente Søltoft, Socialistisk Folkeparti
- Agnete Laustsen, Konservative Folkeparti

Folketingsvalet 1988, 10 maj 1988.Redigera Wikidata
- Birte Weiss, Socialdemokratiet
- Kjeld Rahbæk Møller, Socialistisk Folkeparti
- Tove Lindbo Larsen, Socialdemokratiet
- Agnete Laustsen, Konservative Folkeparti

Folketingsvalet 1990, 12 december 1990.Redigera Wikidata
- Birte Weiss, Socialdemokratiet
- Kjeld Rahbæk Møller, Socialistisk Folkeparti
- Tove Lindbo Larsen, Socialdemokratiet
- Agnete Laustsen, Konservative Folkeparti

Folketingsvalet 1994, 21 september 1994.Redigera Wikidata
- Birte Weiss, Socialdemokratiet
- Jens Løgstrup Madsen, Venstre
- Kjeld Rahbæk Møller, Socialistisk Folkeparti
- Tove Lindbo Larsen, Socialdemokratiet
- Agnete Laustsen, Konservative Folkeparti

Folketingsvalet i Danmark 1998, 11 mars 1998.Redigera Wikidata
- Birte Weiss, Socialdemokratiet
- Claus Larsen-Jensen, Socialdemokratiet
- Gyda Kongsted, Venstre

Folketingsvalet 2001, 20 november 2001.Redigera Wikidata
- Jette Bergenholz Bautrup, Socialdemokratiet
- Ulrik Kragh, Venstre
- Claus Larsen-Jensen, Socialdemokratiet
- Kamal Qureshi, Socialistisk Folkeparti

Folketingsvalet i Danmark 2005, 8 februari 2005.Redigera Wikidata
- Christine Antorini, Socialdemokratiet
- Jens Rohde, Venstre
- Charlotte Fischer, Radikale Venstre
- Kamal Qureshi, Socialistisk Folkeparti